# Andeimalva spiciformis
Andeimalva spiciformis là một loài thực vật có hoa trong họ Cẩm quỳ. Loài này được (Krapov.) J.A.Tate mô tả khoa học đầu tiên năm 2003.